# البوعينين
البوعينين عشيرة من بنو عبدالله بن دارم من قبيلة بني تميم، وتنقسم العشيرة إلى ثلاثة فروع رئيسية؛ هي: المحمد والنواصر والعلي. وتنتشر العشيرة أساسا في المنطقة الشرقية من السعودية وقطر والإمارت والبحرين.
وقد شارك البوعينين عدة قبائل بدوية في فتح البحرين، في عام 1783م، بقيادة أحمد الفاتح.

## نخوة البوعينين
النخوة هي لفظ معين متعارف عليه بين رجال القبيلة ومحاربيها، ينادى به أثناء الحرب وفي أوقات الكروب والمحن، بقصد الفزعة والنجدة ضد الأعداء، وكسائر القبائل العربية كان لرجال قبيلة البوعينين نخوتـهم الخاصة التي يتنادون بـها عند الشدائد، وهي "آلاد أعيوني" تلك النخوة التي وردت في مطلع إحدى القصـائد القديمة عن شجاعة البوعينين ونصرتـهم للمضيوم، وقوتـهم في اختيار أفضل المراعي لإبلهم وأغنامهم دون منافس؛ حيث يقول الشاعر:
وتلفظ هذه النخوة مع كلمة مرادفة لها كقولهم "آلاد أعيوني ياهلي" أو "آلاد أعيوني عزوتي" .

## التاريخ
قام البوعينين في إنشاء مدينة على ساحل المنطقة الشرقية شمال غرب رأس تنورة، بعد رحيلهم عن قطر، كما عملوا على بناء إحدى المدن الكبيرة في قطر، وقد أشار جون غوردون لوريمر في كتابه المنشور «المعجم الجغرافي للخليج العربي» أن عدد أفراد عشيرة البوعينين في الوكرة بلغ ألفي شخص، في عام 1908م، وفي نفس المنشور ذكر لوريمر أن القبيلة تمتلك حوالي 95 منزلا في البحرين، وذلك أساسا في حالة أم البيض وقرية عسكر ومدينة المحرق.

## مواطن القبيلة

### بلدةعينين
تسمى اليوم مدينة محافظة الجبيل في المملكة العربية السعودية.
والجبيل مدينة على الساحل الشرقي للمملكة العربية السعودية، وهي من مواطن الشيخ فضل بن ناصر وقبيلته البوعينين، الذي حرر له الإمام فيصل بن تركي آل سعود وثيقة استحكام للجبيل، عام 1851م، بناء على طلب الشيخ فضل بن ناصر البوعينين، وقد أسسها البوعينين عام 1327هـ/1909م، بعد هجرتهم من الوكره بقطر؛ حيث هاجر على إثرهم قسم آخر من القبيلة في أواخر عام 1340هـ، وفي ذلك يقول الشيخ محمد بن راشد الراشد البوعينين:

### اليوسفية
قرية تقع في شمال قطر بين أبو الظلوف والجميل وهي داثرة الآن أسسها آل بوحسين وقبيلتهم آل بوعينين وأستقروا بها فترة طويلة أمتدت إلى أواخر القرن الثامن عشر الميلادي، حيث أرتحلوا منها تدريجياً إلى البدع، وفي اليوسفية كان آل بوعينين من أوائل المؤيدين لدعوة محمد بن عبد الوهاب عام 1207هـ وحاربوا لنشرها بين القبائل القطرية تحت لواء الدولة الدولة السعودية الأولى إلى جانب القائد السعودي إبراهيم بن عفيصان.

### الدوحةوالبدع
وهما حصنان لآل بوعينين يفصل بينهما التواء بحري يسمى الدويحه، وقد تم تأسيسهما بعد هجرتـهم من اليوسفية في أواخر القرن الثامن عشر الميلادي، حيث كانت الدوحة تحت حكم الشيخ محمد بن خميس آل بوحسين آل بوعينين بينما كان البدع تحت حكم الشيخ بحر بن جبران الناصر آل بوعينين الذي خلفه في حكمها الشيخ علي بن ناصر الناصر آل بوعينين عام 1826م. وامتدت إقامت آل بوعينين في الدوحة والبدع حتى رحيلهم عنها عام 1828م إلى بلدتا الرويس والفويرط شمال قطر لفترة قصيرة، حيث استوطنت قبيلة السودان البدع بعد آل بوعينين حتى عام 1842م عندما تم جلائهم منها على يد الشيخ عيسى بن طريف شيخ قبيلة آل بن علي الذي بمقتله عام 1847م خربت الدوحة فأستوطنها الشيخ محمد بن ثاني وقبيلته المعاضيد وقبائل أخرى، ثم خربت مرة ثانية عام 1867م من قِبل جيشي البحرين وأبوظبي وأعيد إعمارها، أما الآن فيقيم بـها الكثير من أبناء القبيلة. وقد أرخ الشاعر عبد المحسن الصحاف تأسيس الدوحة على يد الشيخ محمد بن خميس آل بوعينين بقوله:
ومما لا شك فيه أن الشاعر لم يميز بين الدوحة والبدع في قصيدته حيث اعتبرهما مكاناً واحداً.

### الوكرة
مدينة بقطـر.. أسسها آل بوعينين بعد نزوحهم من الدوحة والبدع عام 1243هـ/1828م وذلك على يد شيخها علي بن ناصر الناصر آل بوعينين الذي ما لبث أن تولى قيادة قبيلته في هجرة جماعيه من الوكرة إلى أبوظبي عـام 1254هـ/1838م، لتصبح هذه المدينة مهجورة كليـاً حتى عودتـهم إليها عـام 1258هـ/1842م من جزيرة قيس.. ولا يزال يقيم في الوكرة الكثير من أبناء القبيلة، وعن تأسيسـها يقول الشيخ محمد بن راشد الراشد آل بوعينين حفيد مؤسسها:

### قرية عسكر
بلدة بالبحرين أسسها آل بوعينين بعد ترميمها واستقروا بـها بعد فتح البحرين عام 1197هـ/1783م بفترة وجيزة ولازالوا بـها حتى وقتنا الحاضر وفي العديد من مدن البحرين كالمنامة والرفاع والحد والمحرق وفي أم الشجر قديماً، وفي ذلك يقول الشاعر عبد المحسن الصحاف:

### رأس أبو عبود
كانوا أوائل من استوطن راس ابوعبود قرب الدوحة بقطر.

### العبا
جنوب الجبيل عام 1343هـ.

### أبوظبي
وقد بدأت الهجرة إليها عام 1835م على دفعات حتى عام 1838م عندما نزح معظم محاربي قبيلة آل بوعينين برفقة 300 من أسرهم من الوكرة بقيادة شيخهم علي بن ناصر الناصر آل بوعينين واستقروا بها حتى نهاية موسم غوص عام 1839م. وفي أبوظبي يقيم حالياً العديد من أسر آل بوعينين.

### جزيرة قيس
كانت منطلقاً لغزوات محاربي آل بوعينين البحرية في منتصف القرن التاسع عشر للميلاد، حيث كان استيطانها في عام 1839م حتى 1842م ومنذ عام 1847م حتى عام 1850م. واشتهرت جزيرة قيس بكثرة مغاصات اللؤلؤ حولها، وبسبب انتشار وباء غامض في هذه الجزيرة هلك الكثير من النساء، وفي ذلك قيل هذا الموال البحري:

### الدمام
مدينة على الساحل الغربي للخليج العربي وكانت أيضاً قاعدة لغزوات آل بوعينين بزعامة شيخهم فضل بن ناصر الناصر آل بوعينين وحليفهم الشيخ محمد بن عبد الله آل خليفه ضد خصومهم وذلك منذ عام 1851م حتى بداية عام 1863م ضمن حلف ثلاثي مع الإمام فيصل بن تركي آل سعود الذي اقطعهم منطقة الدمام نظير حروبهم معه ضد خصومه.

### الغارية
فالغارية قرية بشمال قطر استوطنها بعض آل بوعينين عام 1301هـ/1885م وهي داثرة الآن وبذلك يقول الشاعر مواسياً لأهل الغارية الذين لم يدم بقائهم بها سوى حجة (حية) واحدة بمعنى حول أو عام واحد: 

### دارين
دارين بلدة مجاورة لجزيرة تاروت، انتقل إليها بعض آل بوعينين من الغارية عام 1303هـ/1886م وأستقروا به ستة أعوام، حيث كان الشيخ راشد بن علي بن ناصر آل بوعينين هو قائد هجرة آل بوعينين من الوكره بقطر إلى الغاريه ودارين التي رحلوا عنها في عام 1309هـ / 1892م بسبب انتشار وباء الجدري بها الذي هلك به أكثر من 40 رجلاً من فخذ النواصر من آل بوعينين.

### سلبا
بلدة في البحرين أستوطنها قسمٍ من آل بوعينين حتى عام 1335هـ وارتحلوا منها إلى الجبيل ومدن البحرين بعد انتشار وباء الطاعون الذي قضى على الكثير منهم وفي ذلك يقول الشاعر: